# 寶可夢 水晶
《寶可夢 水晶》是《寶可夢》系列第二世代的Game Boy Color遊戲，是《寶可夢 金／銀》的增強版，由GAME FREAK開發並由任天堂發行。於2000年12月14日在日本上市，次年7月29日在美國發售，11月2日在歐洲發售。2018年1月26日，遊戲在任天堂3DSVirtual Console上全球同步重新發行。

## 遊戲機制
《寶可夢 水晶》的遊戲機制和《寶可夢 金／銀》類似，並且追加了一些新機能，例如《寶可夢》系列過去的主角都是男性，但《水晶》可以讓玩家選擇主角的性別，新增女性主角，這是第一款可以選擇主角性別的《寶可夢》系列遊戲。遊戲給每個寶可夢在登場時都增加了動畫效果，例如火球鼠在進入戰鬥時，會閃爍其背後的火焰，這項功能並未出現在之後的《寶可夢 紅寶石／藍寶石》和《寶可夢 火紅／葉綠》中，直到《寶可夢 綠寶石》才加了回去。遊戲中新增了與水君以及未知圖騰相關的部分情節，還追加了新設施「對戰塔」，可以讓玩家進行類似《寶可夢競技場》的對戰。日本版的遊戲可以搭載移動適配器GB，讓玩家可以連接GBC和手機，開啟一些特別的功能。

## 故事情節
《寶可夢 水晶》的設定和情節與《寶可夢 金／銀》基本相同，但新增了與水君相關的劇情。

## 評價
《寶可夢 水晶》受到評論家的讚賞，雖然也有不少評論認為新功能不夠多。IGN的克雷格／哈里斯在滿分10分中給遊戲打了9分，並表示這款遊戲絕對值得買，不過如果已經買了《金》或《銀》，那麼《水晶》倒也算不上非買不可。《Fami通》雜誌在滿分40分中給了這款遊戲34分。
該遊戲是全日本銷量第二佳的GBC遊戲，共售出187萬1307份。

## 外部連結
- 官方网站 （日語）